# Rivierfluweelloper
De rivierfluweelloper (Chlaenius tibialis) is een keversoort uit de familie van de loopkevers (Carabidae). De wetenschappelijke naam van de soort werd in 1826 gepubliceerd door Pierre François Marie Auguste Dejean. De soort wordt ook wel in het geslacht Chlaeniellus geplaatst.